# Ирано-Туранская область
Ирано-Туранская область — область во флористическом районировании в биогеографии и экологии. Входит в Древнесредиземноморское подцарство Голарктического царства. Включает в себя территории Туранской низменности, Иранского нагорья, Центральной Азии. Ядром формирования флоры этой области считается западная часть Иранского нагорья. Флора этой части наиболее богата, тогда как флора Центральной Азии беднее.
Климат Ирано-Туранской области — умеренный и субтропический, влажность низкая, температуры воздуха высокие.

## Флора
Для И. Т. о. характерен высокий эндемизм, родовой и видовой. Характерны акантолимон (Acantholimon, сем. свинчатковых), кузиния (Cousinia, сем. сложноцветных), но они не являются в полном смысле эндемиками. Типичны для области и другие виды и роды: джузгун, тюльпан, кермек, полынь, лук, ирис.